# Acraea thesprio
Acraea thesprio är en fjärilsart som beskrevs av Charles Oberthür 1893. Acraea thesprio ingår i släktet Acraea och familjen praktfjärilar. Inga underarter finns listade i Catalogue of Life.